# Метасеквоя (Львів)
Метасекво́я — ботанічна пам'ятка природи місцевого значення в Україні. Зростає в межах міста Львова, на вул. Університетській, 1 (при головному корпусі Львівського університету ім. Франка). 
Статус надано 20 березня 2018 року з метою збереження вікового дерева метасеквої (Metasequoia). 